# Yellowjackets
Yellowjackets (англ. Yellowjackets; дослівно оси) — американський джаз-рок квартет.

## Історія
Гурт «Yellowjackets» був сформований у 1977 році і відомий спочатку як гурт Робена Форда. Він складався з лос-анджелеських студійних музикантів: Робена Форда, Расела Феранті, Джиммі Гесліпа і Ріки Лоусона, і був створений для запису компакт-диску «Таємна історія» (1979, Inside Story).

## Гурт «Єловджекетс» у Львові
24 червня 2017 року гурт «Єловджекетс», володар двох нагород Греммі, один з найкращих гуртів у світовому джазі, виступив у Львові на «Альфа Джаз Фест 2017» — сьомому міжнародному джазововому фестивалі, що тривав з 23 до 27 червня. 

## Дискографія
Студійні альбоми
- Yellowjackets (1981)
- Mirage a Trois (1983)
- Samurai Samba (1985)
- Shades (1986)
- Four Corners (1987)
- Politics (1988)
- The Spin (1989)
- Greenhouse (1991)
- Like a River (1993)
- Run for Your Life (1994)
- Dreamland (1995)
- Blue Hats (1997)
- Club Nocturne (1998)
- Mint Jam (2001)
- Time Squared (2003)
- Peace Round: A Christmas Celebration (2003)
- Altered State (2005)
- Lifecycle (2008)
- Timeline (2011)
- A Rise in the Road (2013)